# Хиго Ко-рю
Хиго Ко-рю (яп. 肥後古流) — древняя школа нагинатадзюцу, классическое боевое искусство Японии, основанное в 1600-х годах мастером по имени Камэй Гэрусигэ.

## История
Школа Хиго Ко-рю была основана в 1600-х годах (ранний период Эдо) мастером по имени Камэй Гэрусигэ (яп. 亀井 輝重).
По состоянию на 2008 год хранителем традиций Хиго Ко-рю является Кино Сидзуэ, а сама школа входит в состав организации Нихон Кобудо Кёкай.

## Программа школы
Программа школы состоит из 32 ката.
Первый набор техник является полностью бесшумным. В нём почти отсутствуют удары при помощи двух рук. Киай используется в самой последней ката.